# 台灣省保安司令部新生訓導處
新生訓導處（原臺灣省保安司令部新生訓導處），1951年4月1日成立於臺北市內湖，同年4月17日遷移至臺東縣綠島。1958年7月1日，因臺灣省保安司令部改制為臺灣警備總司令部，新生訓導處改為臺灣警備總司令部新生訓導處。1970年8月1日，新生訓導處改編為臺灣警備總司令部綠島地區警備指揮部。

## 歷史
新生訓導處的前身是台北市近郊的內湖「新生總隊」。1950年2月1日，台灣省保安司令部在台北市廣州街臺灣省警察學校成立「新生訓導總隊」，旋即遷往內湖，負責金門、登步島大捷俘虜之中共官兵及叛亂犯感訓教育。後因人數日增，任務加重，1951年4月1日增加員額，改編為「新生訓導處」。:194
1951年4月17日，政府當局鑒於綠島地處僻遠，孤懸海隅，環境單純，適合感訓教育，於是將新生訓導處遷往綠島東北部流麻溝下游、原日治時期火燒島浮浪者收容所舊址；同年5月17日，正式將關押於內湖新生總隊及青島東路3號軍法處看守所的叛亂犯及感化犯近1千人移監綠島。1962年國防部泰源感訓監獄成立，當局實施叛亂犯關押在專屬監獄政策，逐漸將叛亂犯移監泰源感訓監獄。1970年8月1日，新生訓導處改編為臺灣警備總司令部綠島地區警備指揮部，新生訓導處正式走入歷史。:184

## 組織編制
綠島新生訓導處組織編制設上校處長1名，指揮全處所有事務。處長之下設副處長及政治主任，處本部有政治處、第一組、第二組、第三組、醫務所及勤務隊，處本部之外，為第一大隊、第二大隊及第三大隊，每大隊轄四中隊，共有十二中隊。:188 行政事務由副處長，及轄下三個大隊大隊長負責，每個大隊設四個中隊長，各中隊各設兩個分隊長，各分隊有三個班，班長由被稱為新生的政治犯擔任。政治思想教育方面則由政治處的政治主任負責，各大隊設大隊指導員，中隊有中隊指導員，一個中隊分為三個小組，第一二班為第一小組，三四班為第二小組，五六班為第三小組，各小組置有政治幹事，小組小組長跟班長一樣，由新生擔任。:188

## 營舍建築
新生訓導處最初營舍位於流麻溝西側一隅，處本部及三個大隊是木造營房，每個大隊營舍形式猶如E字母再加一橫，四條橫式空間為四個中隊寢室，E字營舍前方較小營舍為大隊部，三個大個隊成橫ㄇ字型排列，第二大隊在中，位於四維峰下，靠山面海，東側為第一大隊，西側第三大隊，處本部在第二大隊對面，背海面山，監管三個大隊，處本部西側為入口大門「新生之家」，東側出口大門「革命之門」，四周為政治犯至海邊打咾咕石所建圍牆「萬里長城」。:34-35
1952年起營區往西側擴展，興建運動場（今莊敬營區前廣場）。1953年興建游泳池（位於流麻溝），1954年完成公館眷屬營舍（位於海巡署官舍），並在今蔣介石銅像後方建中正堂，1955年完成西營房圍牆（莊敬營區圍牆），1962年新建總辦公室，此新建總辦公室當是新的處本部（位於今莊敬營區醫務所位置）。換言之，到了1960年代已經將行政中心移至今莊敬營區。:184

## 新生
新生訓導處稱政治犯為「新生」，意旨政治犯接受感訓教育，進行思想改造之後，誠心改過，從此新生，重新做人，變成反共鬥士，以完成國民革命軍第三任務。:196新生訓導處新生最多時期每一中隊約135名，除了沒有第八中隊，再加上女生分隊約90名計算，約有1,575名，大多為平均年齡約在25歲到30歲之間的年輕壯漢及女性。:109

## 感訓教育
新生訓導處採軍事化管理制度，不容許新生有反對意見與行為；教育則以思想改造為主，灌輸三民主義理論，批判共產主義，課目包括國父遺教、領袖言行、共產主義批判、共匪暴行、蘇俄侵略中國史等，並由處方發給筆記，每三月調閱筆記一次，舉行定期的考試。訓導方面主要在考察新生的思想行動，每周舉行三次小組討論，由政治幹事進行考核。另以勞動服務及克難生產作為生活輔導主要項目，例如新生必須到鄰近海邊打咾咕石，在營舍四周疊起高約三公尺，底寬約一公尺半的石頭圍牆，及在營區內蓋一棟一棟的克難房。又為解決將近兩千人士官兵及新生的飲食問題，以大隊為單位，成立生產班，向民眾租地種植蔬菜，養豬、雞、鴨。:35-39同時由各中隊新生互選出兩名正副伙食委員，負責全隊三餐飲食，伙食委員為準備食材，幾乎每天由處方人員帶領下走出營外向老百姓購買魚肉等副食及農產品，:294-298這也是新生可以跟外界接觸重要途徑。